# Будинок одеського Монолітпроєкту

Миколаїв, вул. 6-а Слобідська, 48а, за ним 48

Проєкт 16-поверхового монолітного житлового будинку був розроблений державним підприємством «Експериментальний проєктний і конструкторсько-технологічний інститут „Монолітпроєкт“» (м. Одеса) на основі розробки Інституту проєктування цивільного будівництва (м. Вільнюс). В Одесі при будівництві використовували модульну бльочно-щитову опалубку системи «Оргтехстрой» Міністерства будівництва Литовської РСР. Окрім Одеси (17 будинків) і перших реалізацій проєкту в Клайпеді (з 1982) будинки за проєктом зведені в Дніпрі (1 будинок), Луганську (1), Миколаєві (4), Херсоні (2), Чернігові (1) та Кременчуці (2, один із них останній, побудований у 2010-і).

## Опис

план типового поверху

Монолітні несні стіни з пізнаваними закругленими кутами. Перекриття зі збірних залізобетонних панелей. Н-образний плян зі зміщенням житлових об'ємів відносно сходово-ліфтового вузла. На типовому поверсі 6 2-кімнатних помешкань площею загальною по 53,7–54,8 м² і житловою по 31,3 м². Другою пізнаваною рисою проєкту є заокруглені балькони, які додають будинку нотку стилю стримлайн-модерн.

## Галерея

### будинки в Одесі

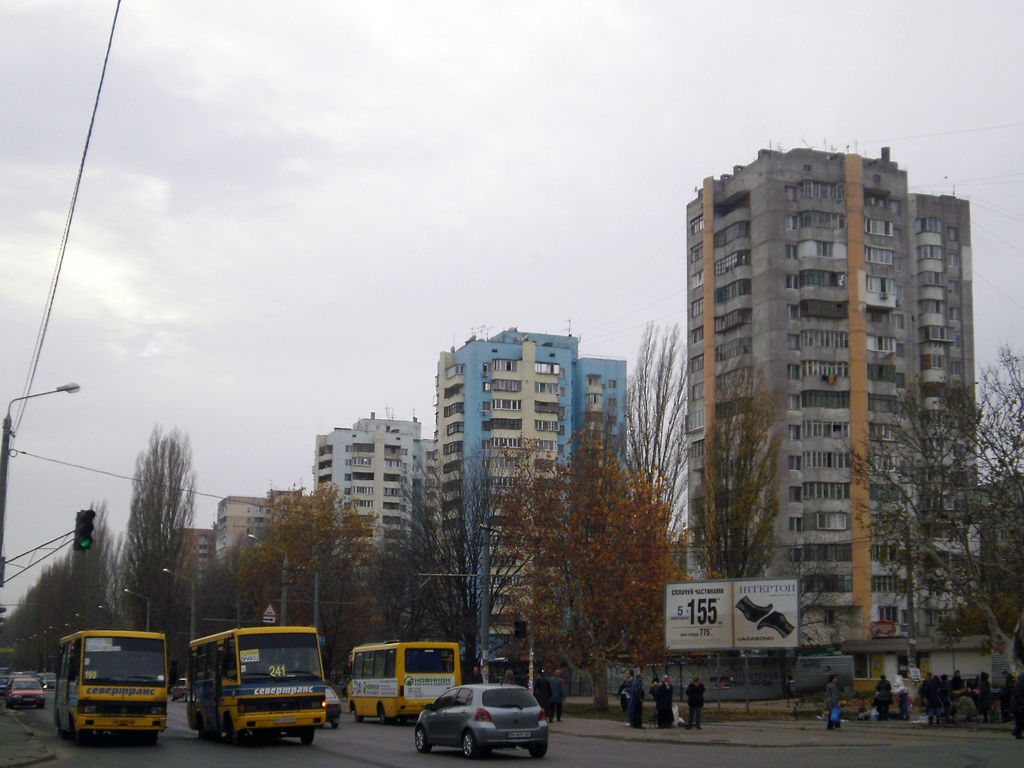
селище Котовського, просп. Добровольського, 137 і далі 135 і 133
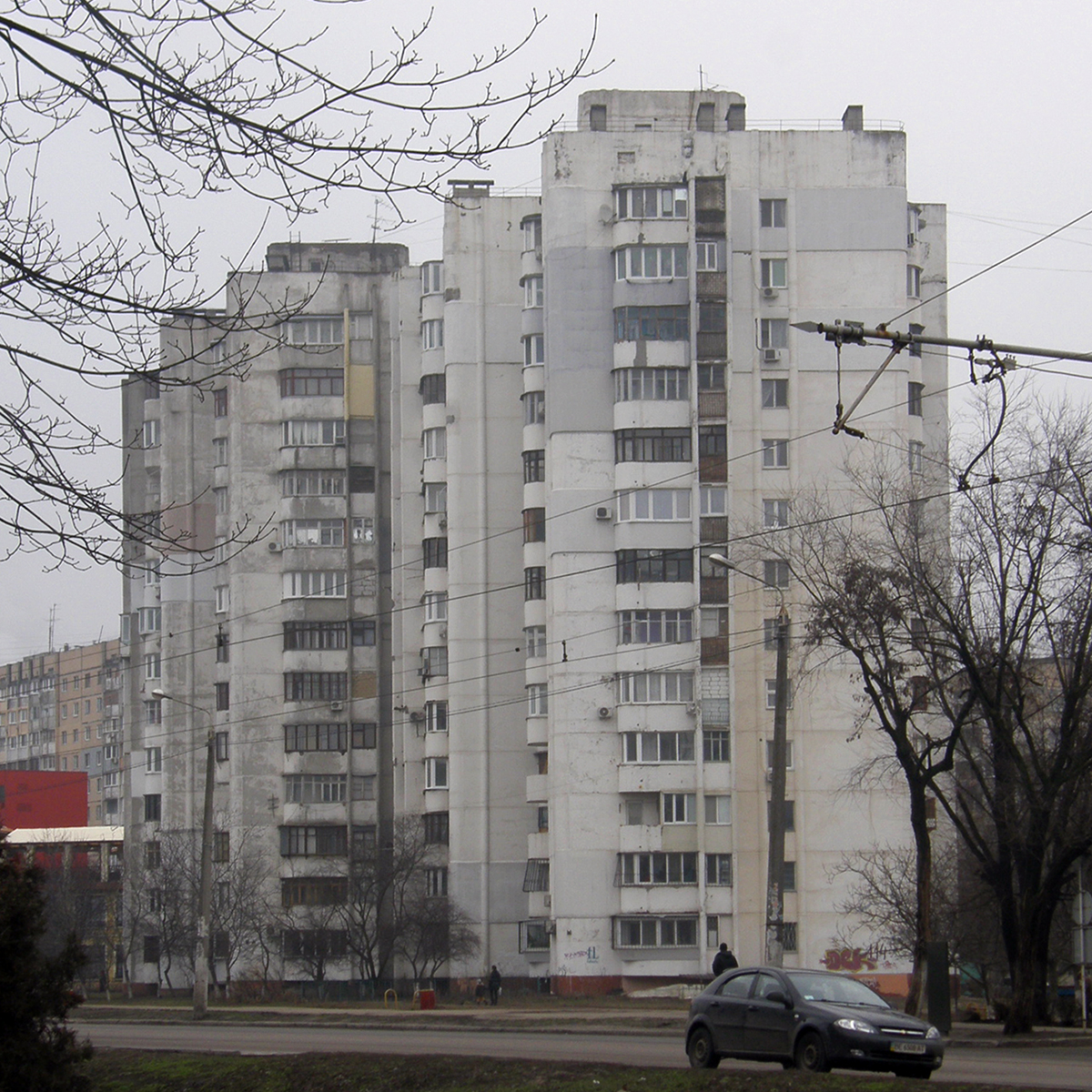
селище Котовського, просп. Добровольського, 114, 1987 – варіянт із вікнами замість скруглення бальконів
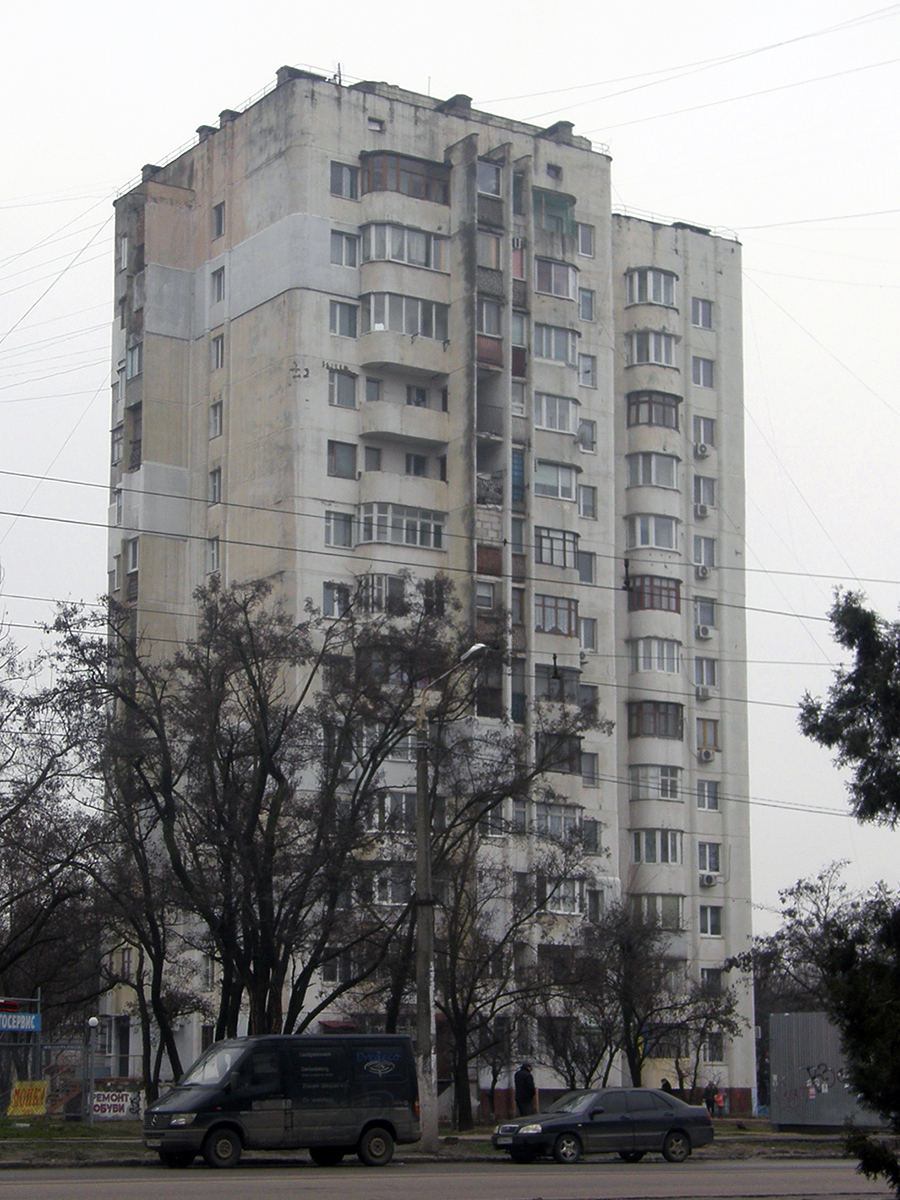
селище Котовського, просп. Добровольського, 112, 1988 – варіянт із вікнами замість скруглення бальконів
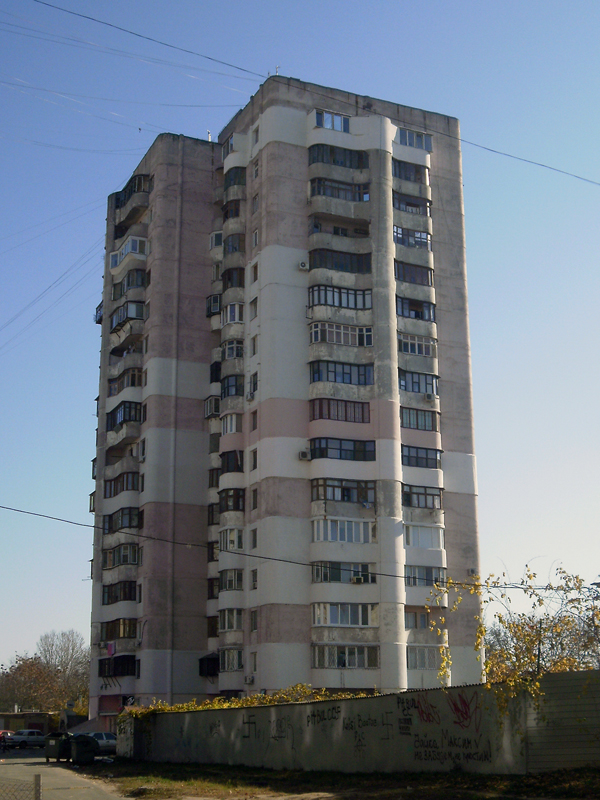
вул. Корольова, 85/2 – один із двох у Таїрова
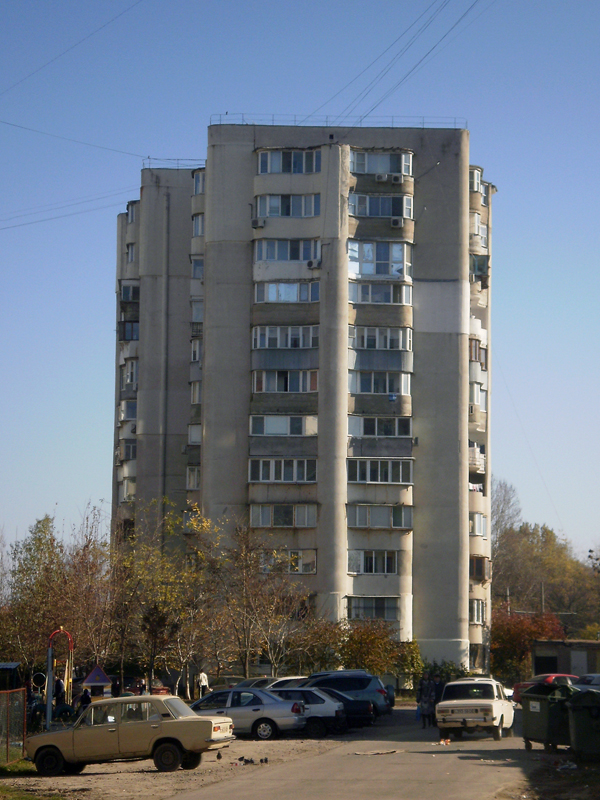
вул. Корольова, 85/3 – один із двох у Таїрова, 12 поверхів
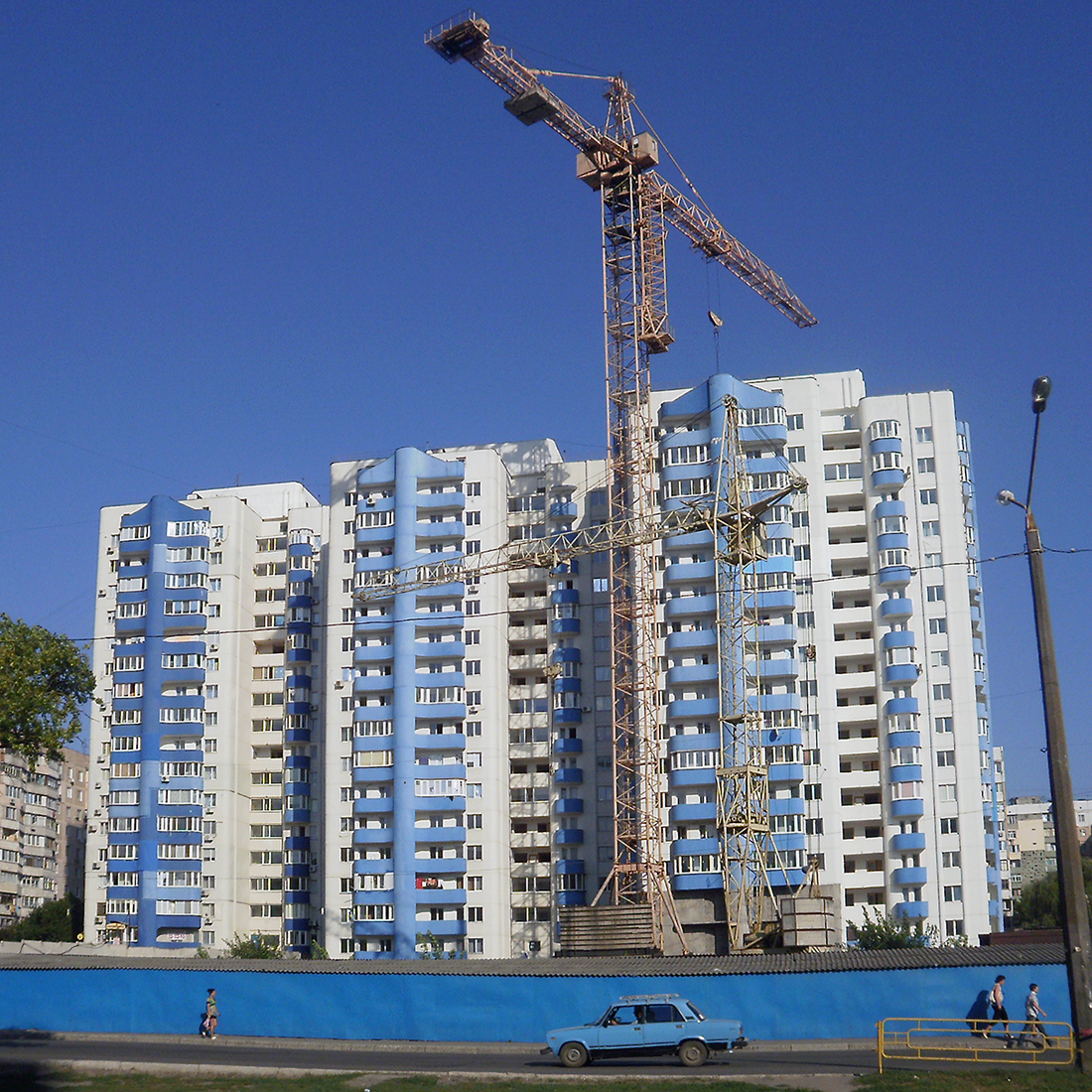
селище Котовського, вул. Семена Палія, 107, 105, 103, 2009 – останні в Одесі

### будинки в інших містах

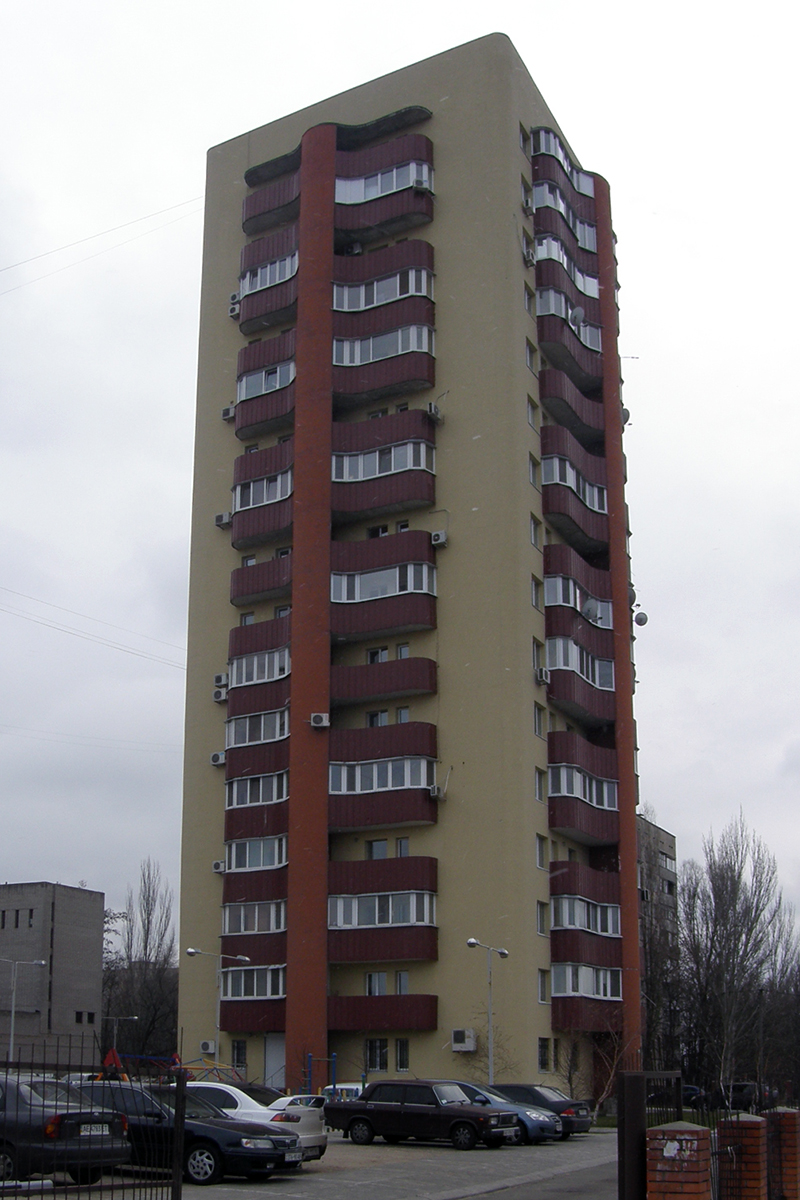
м. Дніпро, вул. Калинова, 116
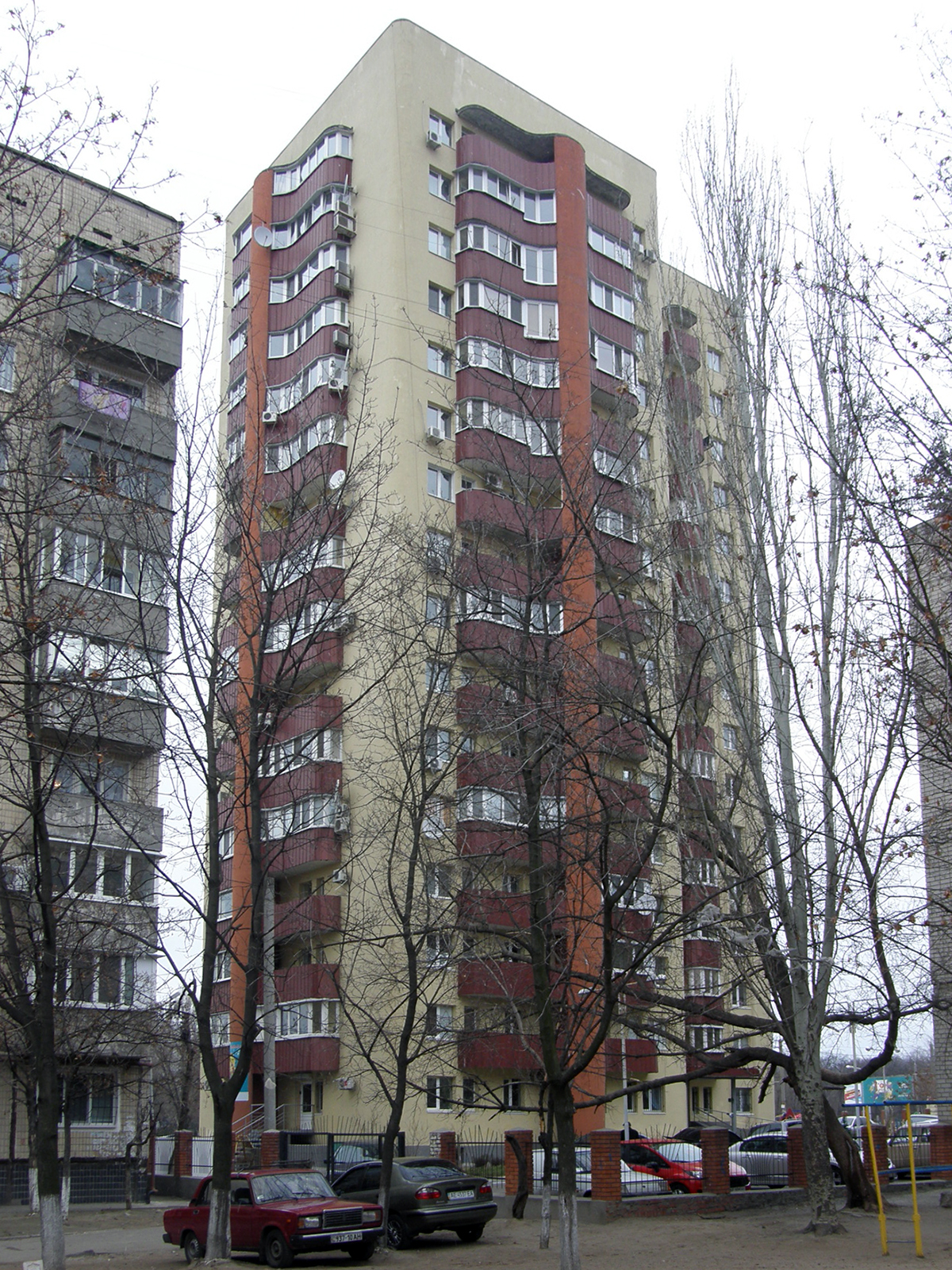
м. Дніпро, вул. Калинова, 116
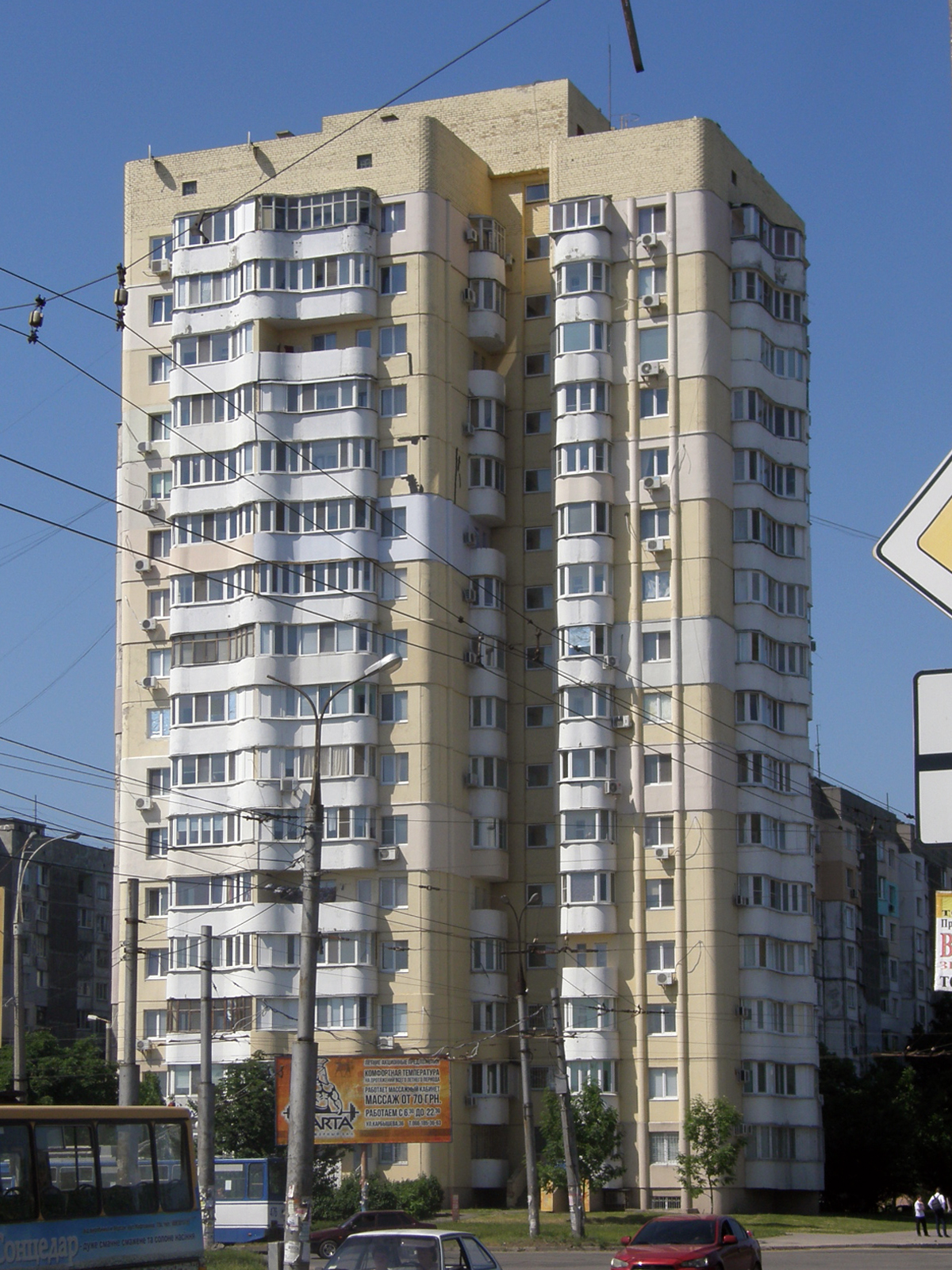
Херсон, Таврійський масив, вул. Покришева, 18, 2006, горище цегляне
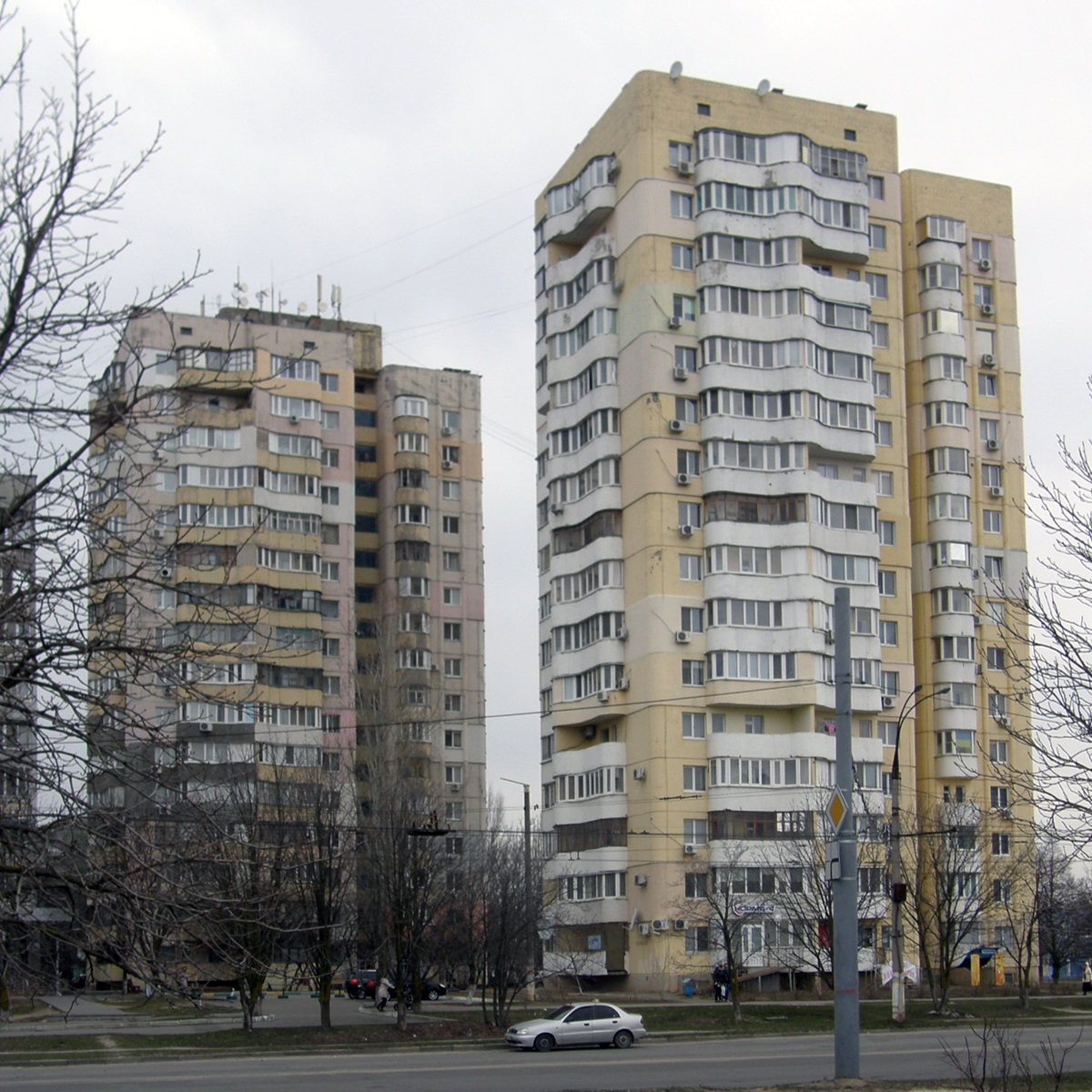
Херсон, Таврійський масив, вул. Покришева, 16 і 18
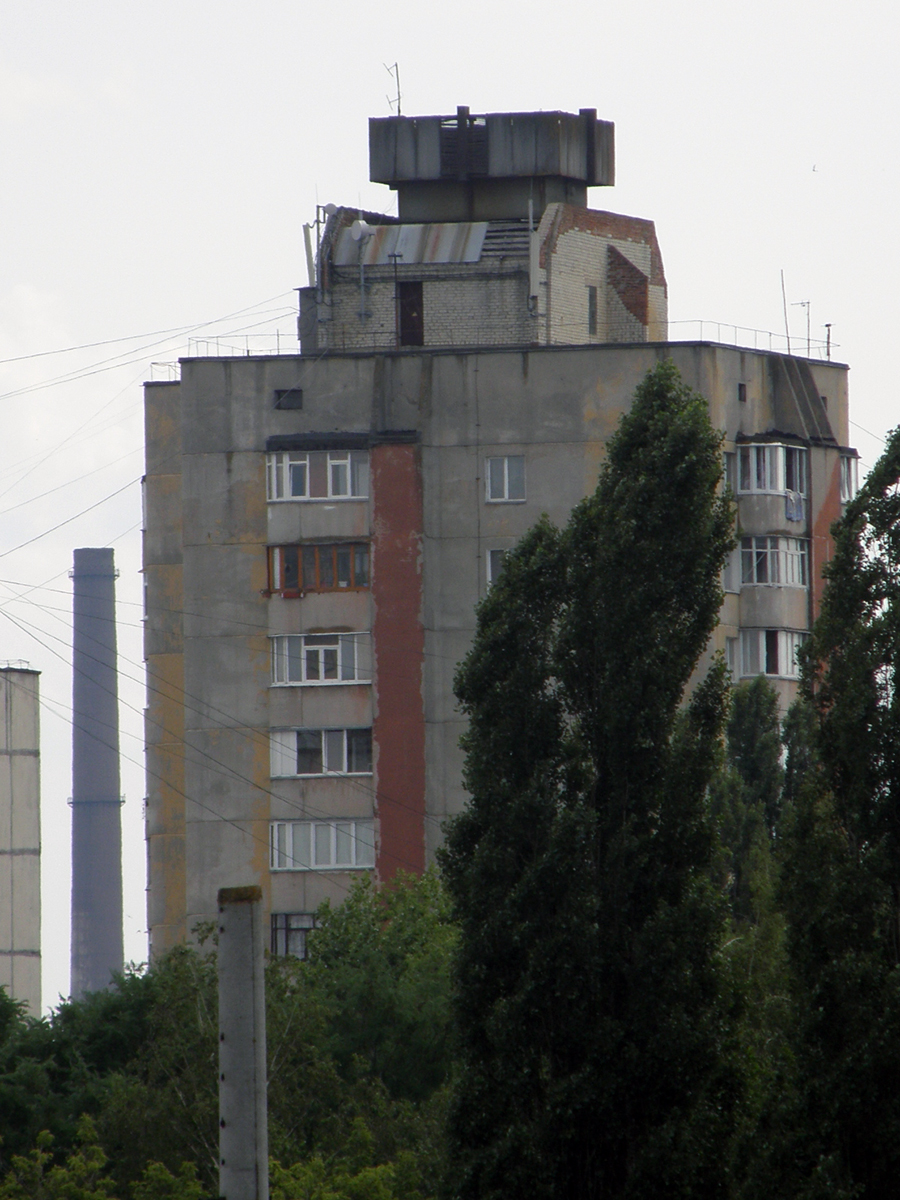
Чернігів, Шерстянка, вул. Текстильників, 15

## Джерело
А. В. Родионов, канд. архитектуры, В. А. Паламарчук, архитектор. Монолитные жилые дома в Одессе :  [рос.] // Строительство и архитектура : журн.. — 1990. — № 9. — С. 14—15.